# Wladimir Timofejewitsch Schewjakow

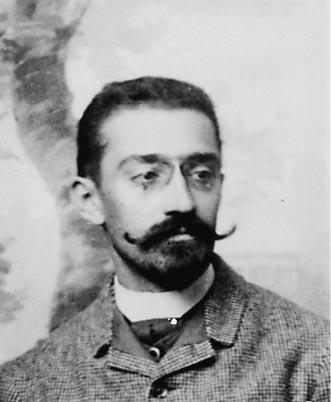
Wladimir Schewjakow, 1889 in Heidelberg

Wladimir Timofejewitsch Schewjakow (russisch Владимир Тимофеевич Шевяков; * 17. Oktober 1859 in St. Petersburg; † 18. Oktober 1930 in Irkutsk) war ein russischer Biologe, der zu den Pionieren der Protozoologie zählt. Dieses Fachgebiet hat einzellige Lebewesen zum Thema, deren Kern als genetisches Informationsmolekül DNA enthält. Schewjakow wirkte an der Universität Heidelberg und an der Universität St. Petersburg. Wiederholt besuchte er die Zoologische Station Neapel. Am Ende der Zarenzeit wurde er in der Bildungspolitik aktiv. Vor der russischen Oktoberrevolution wich er nach Sibirien aus.
International verwendete er für seinen Namen die deutsche Schreibweise, und zwar wie hier in den Einzelnachweisen zitiert: „Schewiakoff“. In Russland schrieb er sich Владимир Тимофеевич Шевяков.

## Leben
Wladimir war der Sohn des Kaufmanns Timofej Schewjakow. Seine Mutter Elizabeth Christine war eine geborene Sievers aus Tuckum bei Riga. Im Jahr 1881 begann er sein Studium an der Physikalisch-mathematischen Fakultät der Universität St. Petersburg im russischen Kaiserreich.

## Wissenschaftler
1885 wechselte er an das Zoologische Institut der Universität Heidelberg. Das Doktor-Examen bestand er summa cum laude am 11. Mai 1889. Zu seinen Lehrern in Heidelberg zählten Otto Bütschli, eine Autorität für Protozoologie, sowie der junge Dozent Friedrich Blochmann.
Mit einer ausgedehnten Forschungsreise untersuchte er die globale Verteilung von Protozoen im Süßwasser. Die Dokumentation erschien erst vier Jahre später. Er besuchte kurz die Zoologische Station Neapel und kehrte nach Deutschland zurück.

### In Deutschland
Schewjakow ging an die Technische Universität Karlsruhe, wo er die Sammlung des Zoologischen Instituts aufarbeitete. Aus Heidelberg bekam er von Bütschli eine Assistenzstelle angeboten. Gemeinsam produzierten sie drei Bildtafeln im Großformat über Wimpertierchen und zwei über Geißeltierchen. Diese damals neuartigen didaktischen Tafeln sind hier unten mit Weblinks zugänglich. Am 25. Februar 1893 wurde er habilitiert. Danach kehrte er nach Russland zurück und bekam Schwierigkeiten.

### In Russland
Die Universität St. Petersburg wollte seine Promotion erst nach einem außergewöhnlichen Examen anerkennen, welches Schewjakow 1894 bestand. Danach schrieb er seine zweite Doktorarbeit, eine Monografie auf Russisch.
Otto Bütschli war 1894 erneut erkrankt. Deswegen fuhr Schewjakow nach Heidelberg, um den Leiter des Zoologischen Instituts zu vertreten. Schließlich wieder in St. Petersburg, wurde er zum Außerordentlichen Professor und zum Leiter der Zootomischen Galerie ernannt, die er reorganisierte. Seine Vorlesungen waren exzellent und herausfordernd: Schewjakow konnte beidhändig zeichnen. Mit einem Mikroprojektor zeigte er lebende Protozoen und verwendete farbige, auf Leinwand kaschierte Großbilder (die er mit Bütschli gefertigt hatte; → unten: Weblinks).
In der schwierigen Zeit des Pendelns zwischen St. Petersburg und Heidelberg feierten Lydia und Wladimir Anfang 1895 Hochzeit. Das Paar bekam fünf Kinder: Alexander (geboren 1896), Tatiana (1897), George (1900) Wladimir (1904) und Boris (1908).
Seit 1899 war Schewjakow Ordentlicher Professor, 1900–1904 Dekan der Physikalisch-mathematischen Fakultät in St. Petersburg.

### Politiker
Eine Zäsur bedeutete das Jahr 1910, als man ihn in das Ministerium für öffentliche Erziehung berief. Dort wurde er 1911 Vizeminister; deswegen verließ er die Universität. Auf seine Anregungen eröffneten neue Universitäten, und junge Wissenschaftler aus Russland bekamen die Möglichkeit, sich in Berlin, Dresden, Karlsruhe, Stuttgart und Tübingen weiter zu qualifizieren. Als er 1916 die Arbeit im Ministerium aufgab, würdigte ihn Zar Nikolaus II.
Die Russische Revolution 1917 überlebte Schewjakow als Professor in einer Bildungseinrichtung für Frauen.

### In Sibirien
Dem russischen Bürgerkrieg entkam er 1918 durch einen Umzug in die Stadt Perm am Ural. Unter den Sowjets erhielt er 1920 eine Professur und die Leitung des Biologisch-geografischen Instituts an der Universität Irkutsk im Osten Sibiriens. Dort sorgte er für die Einrichtung einer Zootomischen Galerie. Selber forschte er an Strahlentierchen und Wimpertierchen aus dem Golf von Neapel.

## Erstbeschreibungen
Die wissenschaftliche Erstbeschreibung soll genau sein, sodass die neu entdeckten Lebewesen bzw. die neue biologische Gruppe wiedererkannt und von Verwandten abgegrenzt werden kann. Der Autor einer solchen Veröffentlichung schlägt den Namen der neuen Art (oder systematischen Gruppe) vor. „Schewiakoff“ (sic!) machte sich in dieser Hinsicht mehrmals verdient.
- Wimpertierchen-Gattung Strobilidium: 1892.
- Bakterien-Gattung Achromatium: 1893.
- Wimpertierchen-Klasse der Prostomatea: 1896.
- Wimpertierchen-Familie der Plagiopylidae: 1896.
- Astomatia: Astomatida: 1896.
- Strahlentierchen, drei Ordnungen: Arthracanthida, Chaunacanthida und Holacanthida: jeweils 1926.
- Acantharia, vier Ordnungen: Chaunacanthida, Holacanthida und Symphyacanthida: jeweils 1926.